# گلبو علیا
گلبو بالا، روستایی در دهستان سالاری بخش بلهرات شهرستان میان‌جلگه در استان خراسان رضوی ایران است.

## جمعیت
بر پایه سرشماری عمومی نفوس و مسکن در سال ۱۳۹۵، جمعیت این روستا برابر با ۳۴۴ نفر (۱۱۵ خانوار) بوده است.